# 劉濬 (永樂壬辰進士)
劉濬（1381年—？），字子深，直隸應天府句容縣坊郭西南隅第二圖人，明朝政治人物。進士出身。

## 生平
應天府鄉試二百七十八名。永樂十年（1412年）壬辰科會試五十六名，殿試登進士第三甲第四十五名。后選為翰林院庶吉士，編撰《永樂大典》。
曾祖父劉誠父。祖父劉復初。父亲劉彥中。